# 標的曳航機

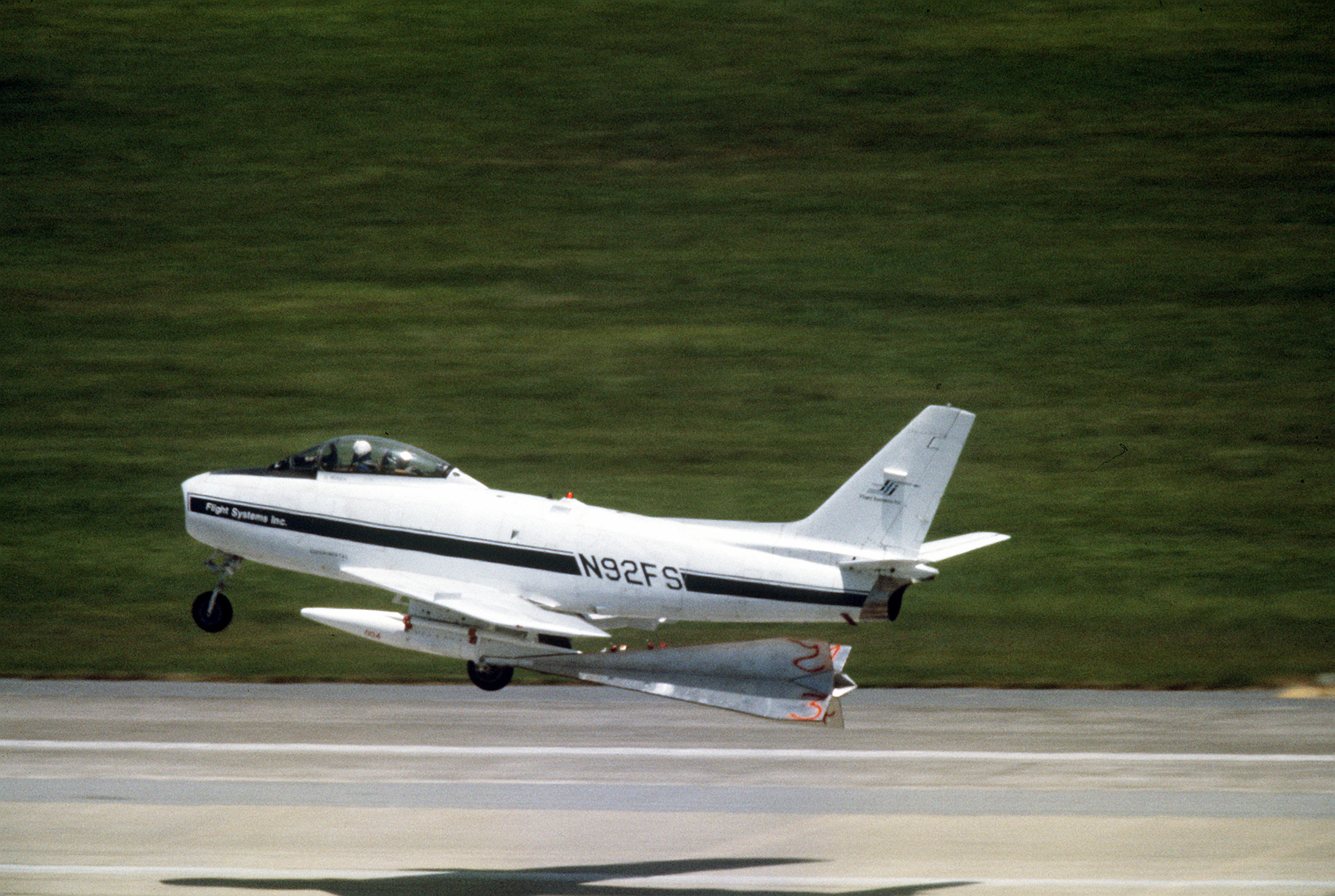
標的曳航機として特別に改造されたフライトシステムズ社のCA-27 セイバー Mk.6

標的曳航機（ひょうてきえいこうき、英 : target tug）は、機関銃やミサイルの発射訓練のためにターゲット・ドローン、布製吹流し、その他の標的を曳航する航空機である。標的曳航機は後方支援を行う輸送機や多用途機のほか、旧態化した第一戦機から転用されることが多かったが、イギリスにあるマイルズ社のマーティネットのように、いくつかの機体はこの任務を目的として設計された。

## 歴史

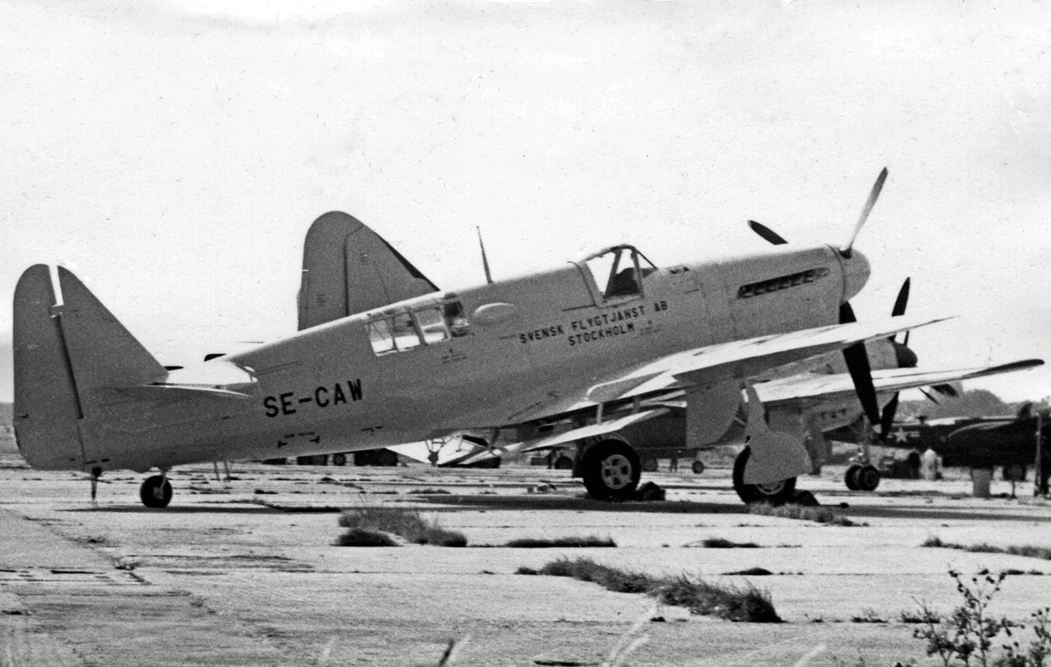
黄色に塗装されたスウェーデン航空サーヴィス社のファイアフライ TT.1標的曳航機（マンチェスター空港、1955年）

第二次世界大戦以前や大戦中は、航空軍事組織が自ら飛ばす航空機のために標的曳航機を運用するのが普通であった。またこうした標的曳航機には、第一戦から外された機体や、本来の設計目的には不適であったり不要となった機種（フェアリー バトルやショート スタージョンを参照）を転用するのが常であった。通常、これらの機体は、胴体末端に曳航標的や布製吹流しを取り付けた長い曳航索（数千メートルに及ぶ場合もある）を引っ張り、戦闘機パイロットや銃手の訓練生が、別の航空機からこの標的を射撃するというものであった。この際に用いられる銃弾には着色弾が採用され、命中の記録と分析が行えた。標的曳航機に加えられる主な改造は、標的操作員席の装備と、着陸前に曳航索を巻き取るウインチ（通常は風力駆動）の設置であった。標的を投棄することもあり、これは標的曳航機の着陸前に、回収に便利な決められた場所で行われた。特殊な例としてRP-63は有人機であるが、専用の演習弾で直接銃撃される「有人標的機」であった。

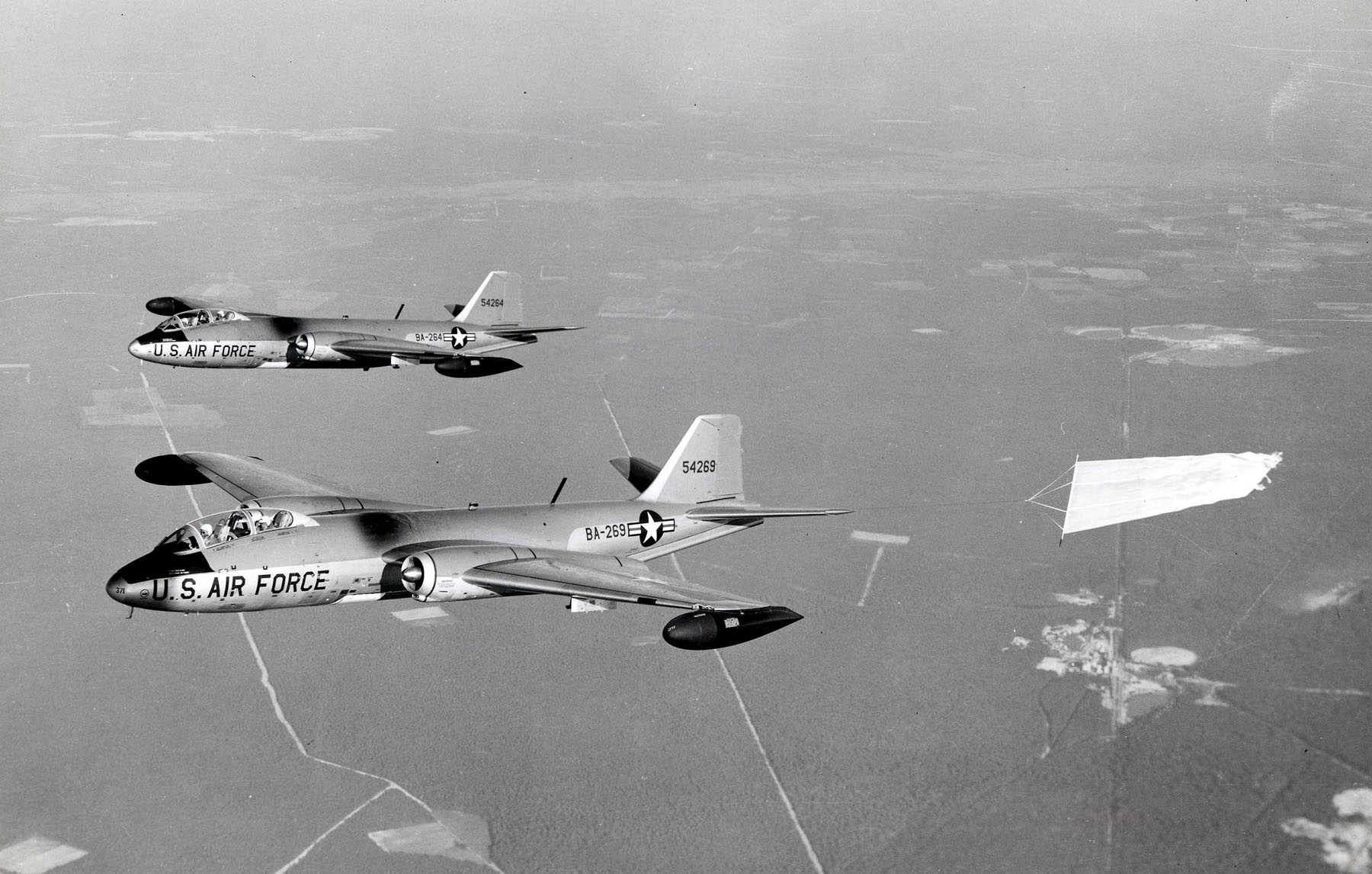
布製吹流しを曳航して飛行中のB-57E キャンベラ (SN 55-4269)

傾向として、民間企業が元軍用機を購入/改造して運用するやりかたが発展してきたが、この種の機体は戦後も使用し続けられた。橙色のシーフューリーを運用した西ドイツのドイツ航空アドヴァイザリーサーヴィス（Deutschen Luftfahrt-Beratungsdienstes）社や、黄色のファイアフライ・スカイレイダーのような機体を運用したスウェーデンのスウェーデン航空サーヴィス社（現 : スウィーデア社）が、戦後ではこの分野で知られる2大企業であった。しかし、多くの航空軍事組織は自ら標的曳航機を運用し続けた。
後年になると、民間企業による標的曳航機の運用は世界中に広まり、1960年代/70年代には多くの企業が設立され、この事業分野に参入する会社も増えた。依然として元軍用機を使用するという傾向も続き、例えばイラワラ飛行サーヴィシーズ社（Illawarra Flying Services）は、1960年から1970年代後半まで、オーストラリアにおいて2機の元RAAFのCA-18 マスタングを使用した。CA-27 セイバーは1975年4月に無人での初飛行を行った最初の航空機であったが、フライトシステムズ社（Flight Systems Inc.）は、このセイバーを改造したQF-86Eミサイル標的機を使用し、カリフォルニア州 モハーヴェで業務を開始した。後に同社はセイバーを標的曳航機として運用した。フライトシステム社は後にトラコー社に買収され、この業務は現在もスカイホークを使用してBAEシステムズ・フライトシステム社が行っている。元軍用機を標的曳航機として使用（及び航空軍事組織がこの任務用に古い機体を保有）したことは、結果的にこれらが時代を経て生き残ることとなり、こういった機体は大戦機として人気が高まった。多くの元標的曳航機は航空ショーで見ることができたり、飛行可能な状態まで修復中であったり、または航空博物館に保存されている。

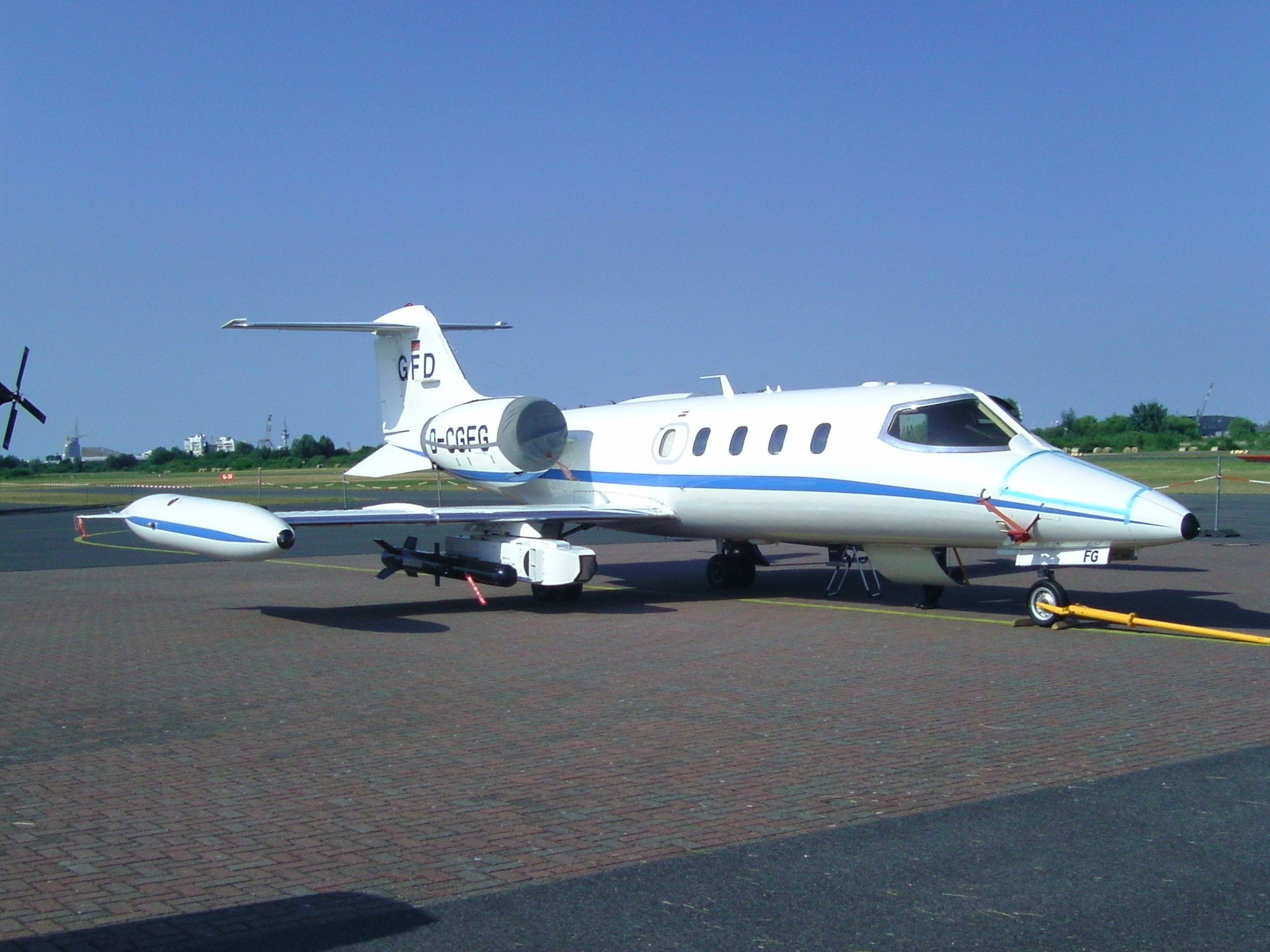
標的曳航業務を行うドイツ企業GFD社の登録記号D-CGFGのリアジェット

現在、多くの航空軍事組織が標的曳航任務を民間企業へと委託するようになってきている。この分野における多くの企業が、現在は元軍用機の代わりにビジネスジェットの改造機を使用している。民間機を運用する利点には、登録の容易さ（多くの国々で元軍用ジェット機を民間機として登録することは困難になっている）、保守の容易さと、元軍用機と比較した場合の運用コストの低さが挙げられる。2007年現在、標的曳航業務を提供している企業には、イギリスのFR エイヴィエーション・サービス社（Aviation Services Ltd.）、ファルコン 20を使用する提携会社のAVdef社（フランス）およびファルコン・スペシャル・エアサービス社（Falcon Special Air Services）（マレーシア）、リアジェットを使用するオーストラリアのペル＝エア、（最近の機種採用傾向に対するある種の反動で）PC-9を使用するドイツのEISエアクラフト社（EIS Aircraft Gmbh）がある。
現代では無人標的機が利用されることが多いが、無人航空機は布製吹流しに比べ高価であるため、従来型の標的曳航も行われている。このため純粋な標的曳航機は少なく、無人機の空中発射や管制、チャフの散布や電波妨害など複数の訓練に対応した訓練支援機としての運用が多い。海上自衛隊では艦隊の訓練支援用としてリアジェット36を改造したU-36Aを運用しており、標的曳航、チャフ散布、訓練評価用写真撮影、対艦ミサイル攻撃のシミュレートを行っている。
標的曳航任務には危険が付きまとっている。1994年9月17日にゴールデンイーグル・エイヴィエーション社（Golden Eagle Aviation）のリアジェット 35Aが実弾射撃訓練中に中華民国海軍の艦船により偶発的に撃墜された。軽微な話としては、標的ではなく標的曳航機の方に命中させた銃手に対し、曳航機パイロットが言うお決まりの警句として「肝に銘じておけ。俺は押してるんじゃない、引っ張っているんだ！」というものがある。

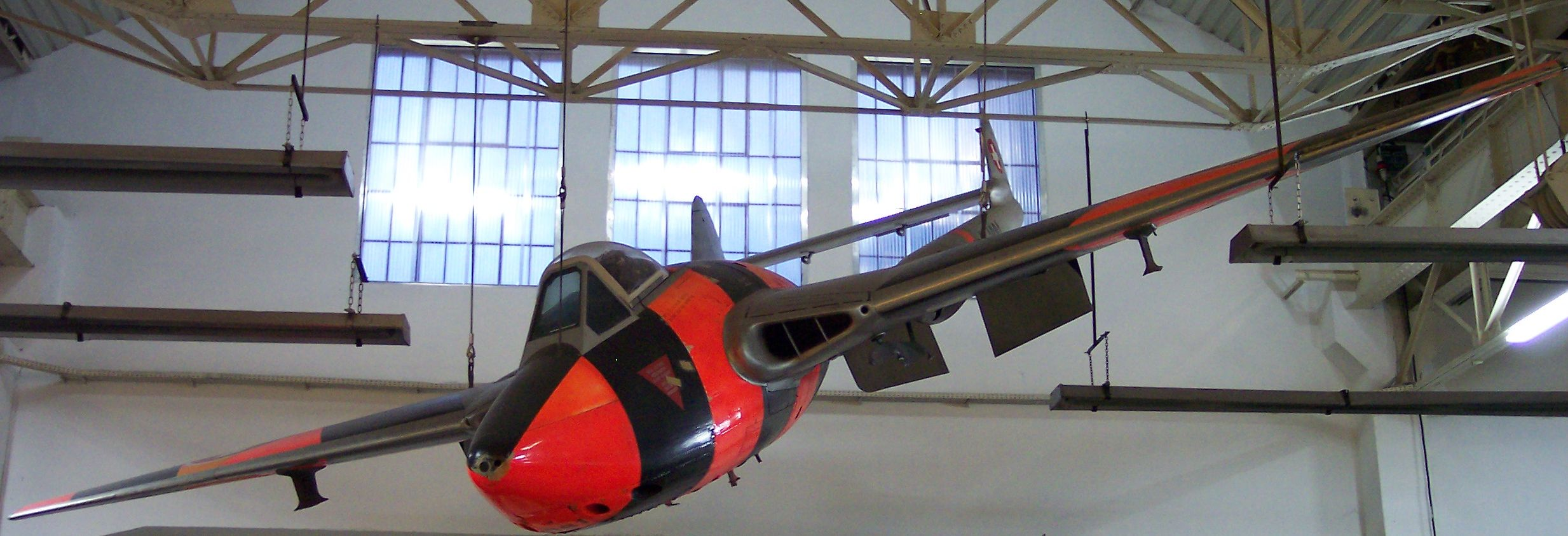
このDH.100 ヴァンパイアの様に、標的曳航機は自機が曳航する標的と識別されやすいよう、目立つ塗装がなされることがある。
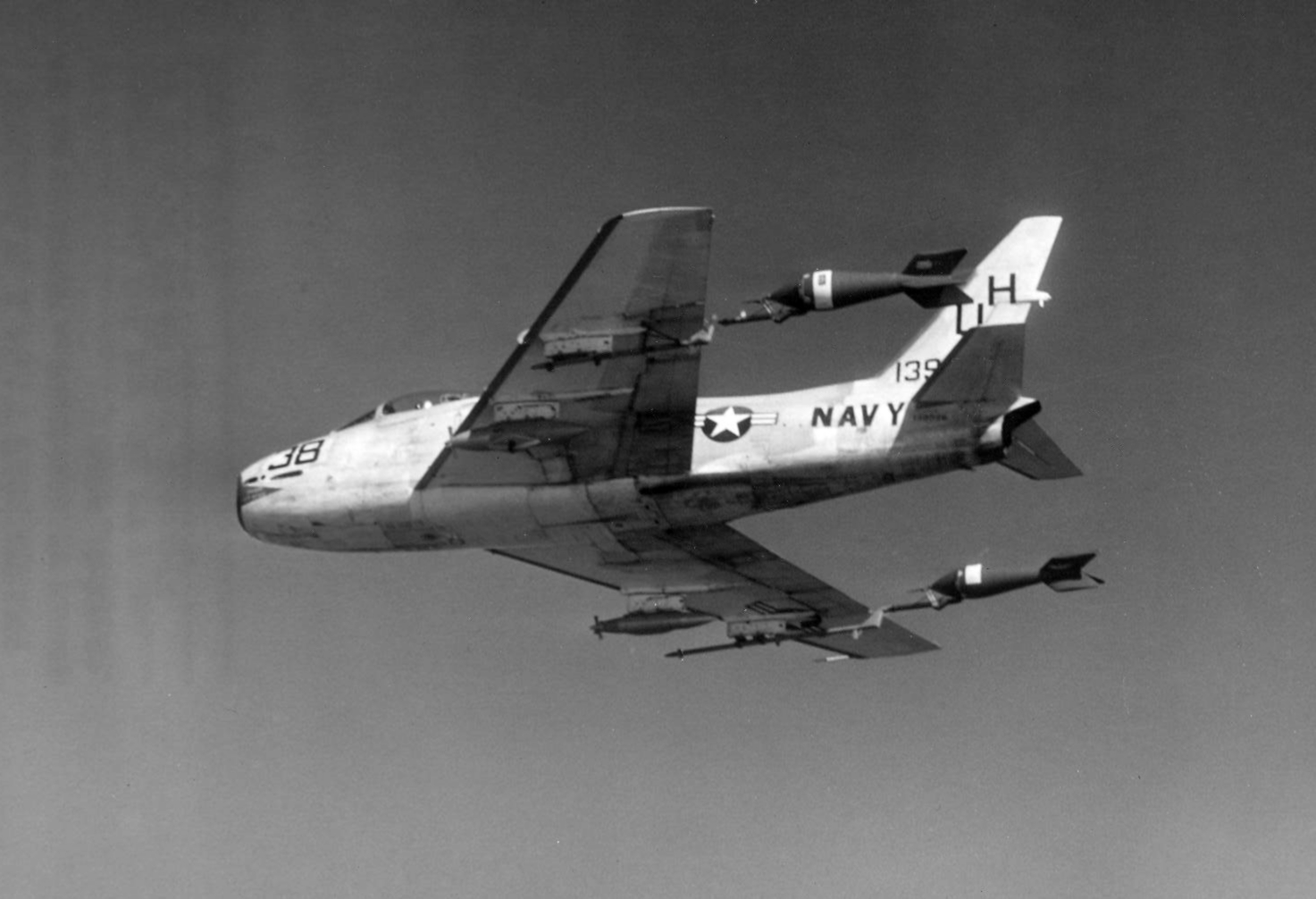
dual Del Mar rig （TDU-10/B 射撃標的器）を翼端に備えた米海軍のFJ-4 フューリー
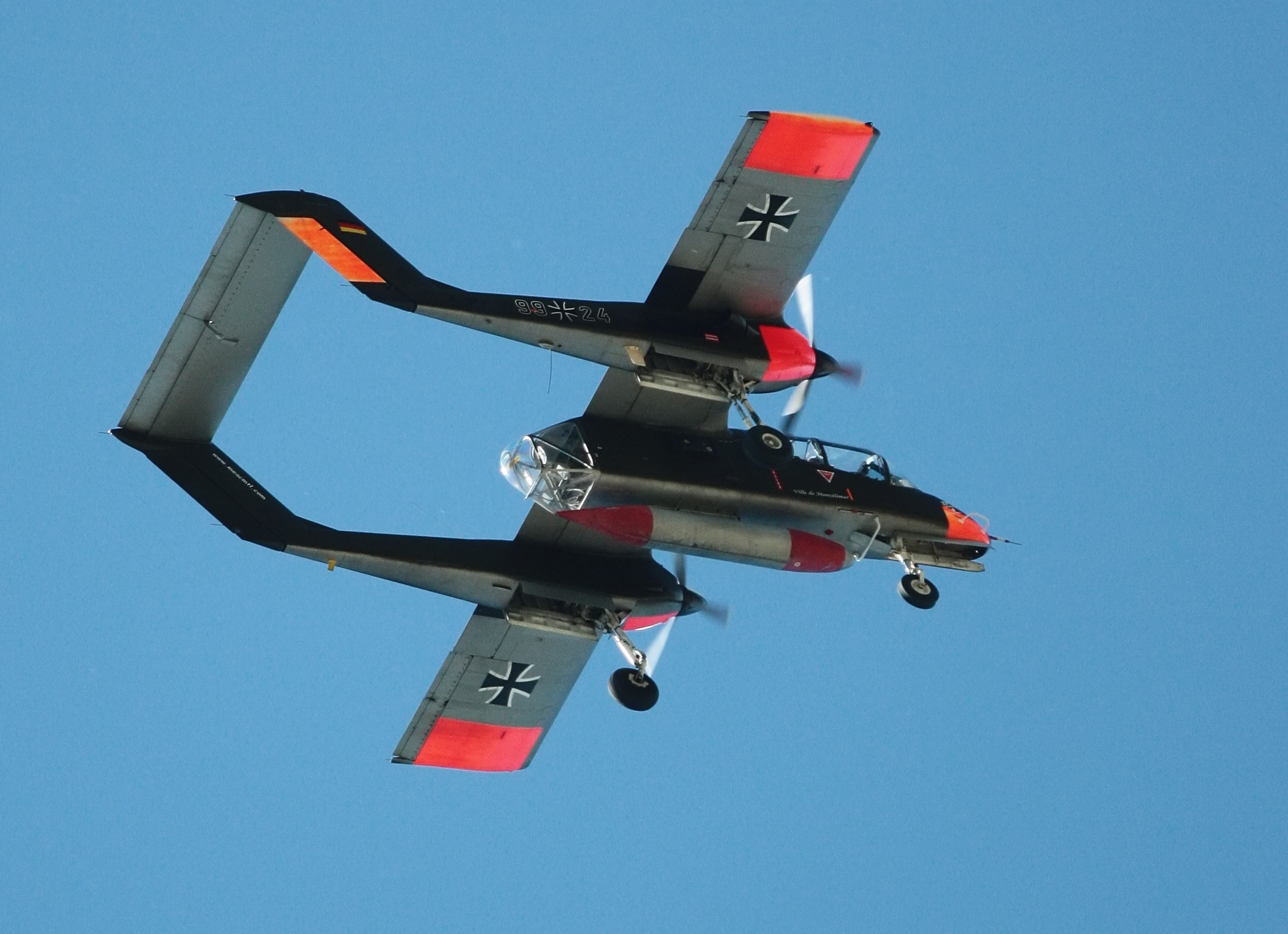
標的操作員用に胴体尾部が透明化されたOV-10 ブロンコ
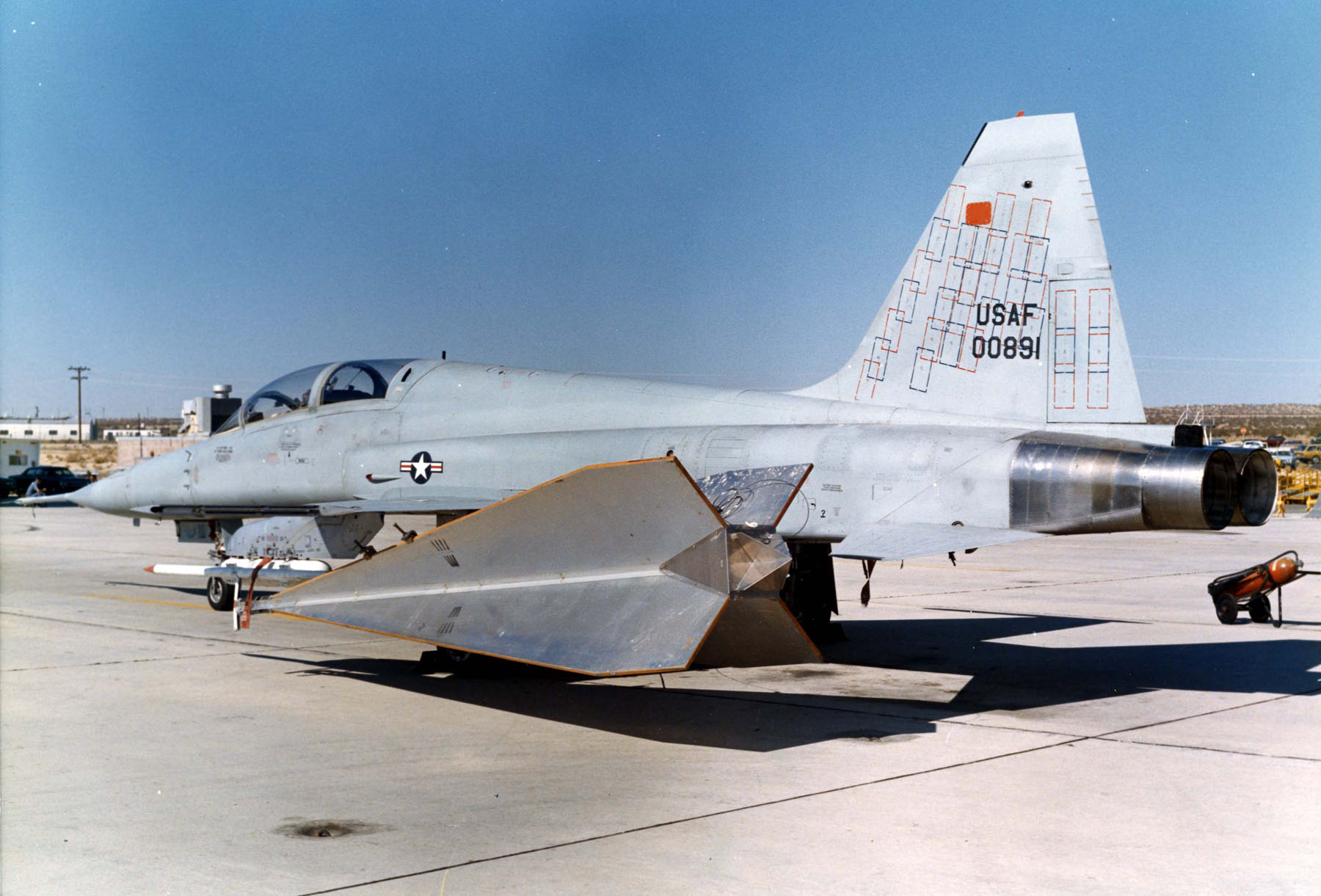
ダーツ型射撃標的器を装備したF-5F（No. 00891）、1975年
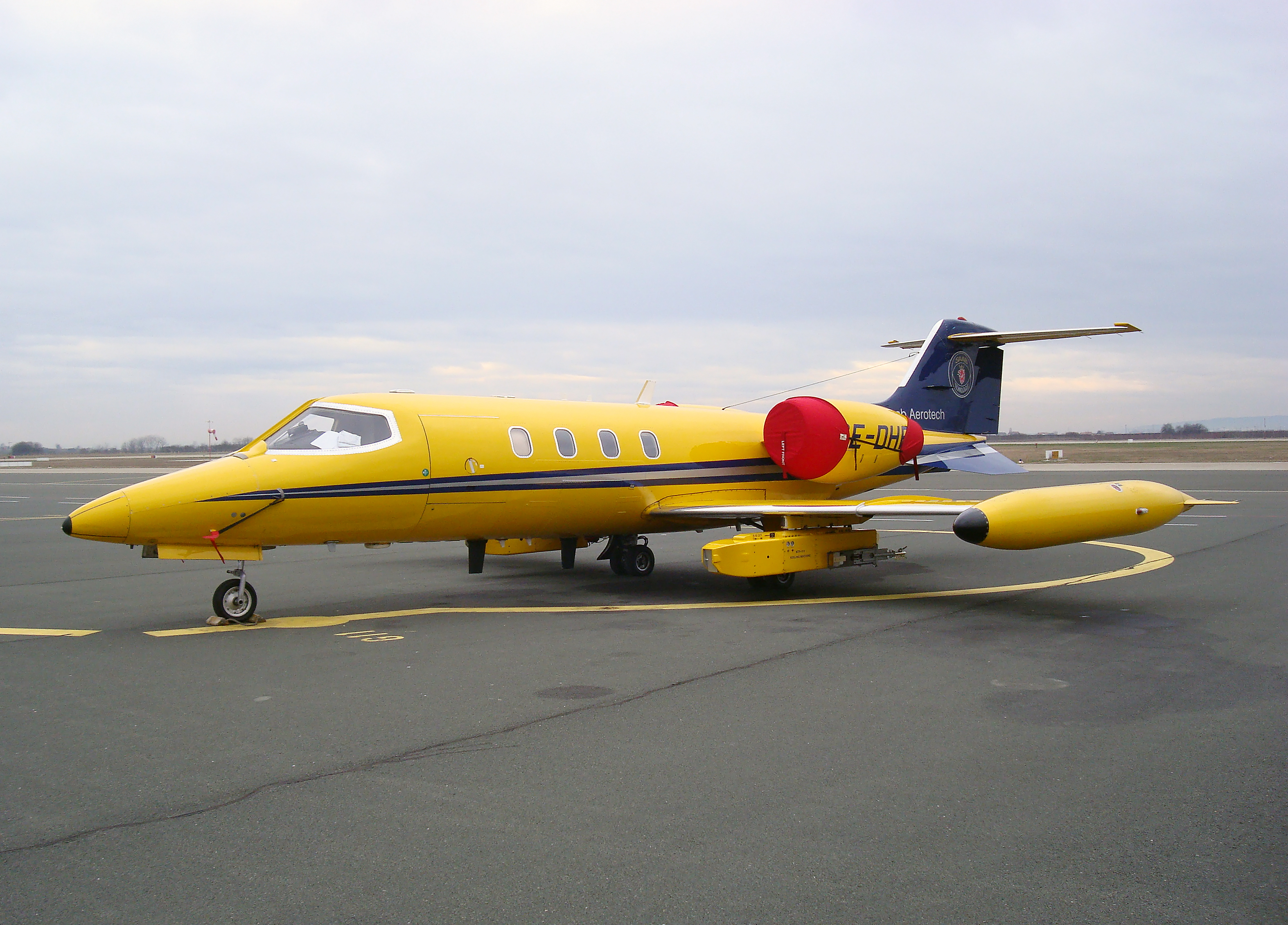
サーブ・エアロテック社のリアジェット 35A
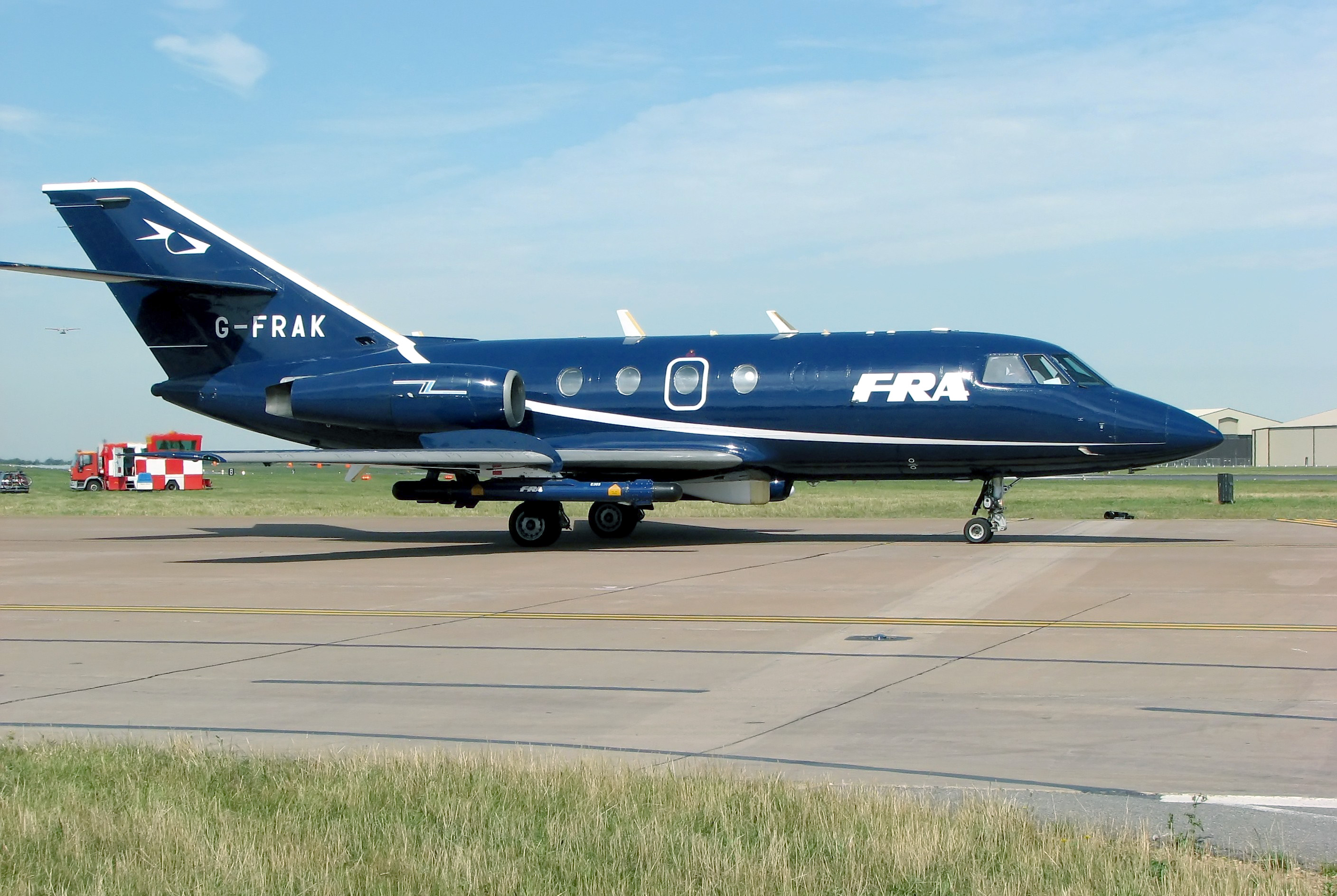
標的曳航用に改造されたFR エイヴィエーション・サービスのファルコン20

## 代表機種
- ボールトンポール デファイアント
- ブリストル ボーファイター
- フェアリー バトル
- フェアリー ファイアフライ
- F+W C-3605
- ホーカー ヘンリー
- マイルズ マーチネット
- マイルズ モニター
- グロスター ミーティア TT.20
- イングリッシュ・エレクトリック キャンベラ B.2(TT), TT.18
- ロックウェルOV-10B
- 川崎重工業UP-3D
- リアジェットU-36A